# Bacanius collettei
Bacanius collettei är en skalbaggsart som beskrevs av Yves Gomy 1999. Bacanius collettei ingår i släktet Bacanius och familjen stumpbaggar. Inga underarter finns listade i Catalogue of Life.